# 이시노모리 쇼타로
이시노모리 쇼타로(일본어: 石ノ森章太郎, 1938년 1월 25일 ~ 1998년 1월 28일)는 일본의 만화가. 본명은 '오노데라 쇼타로'(小野寺章太郎)이다. 1984년까지는 '이시모리 쇼타로'라는 필명을 사용하였으나, 그 이후 '이시노모리 쇼타로'로 필명을 바꾸었다.
공상과학물을 좋아하는 것으로 알려져 있으며, 이로부터 작품에 대한 힌트를 얻었다는 지적이 있다. 대표작은 《사이보그 009》, 《佐武と市捕物控》(사부토이치토리모노히카에), 《만화 일본경제입문》, 《호텔》 등이 있다. 《가면라이더》 시리즈로 시작하여 특촬 작품의 원작자로서 활약하였다. 공상과학만화로부터 학습만화까지 폭넓은 분야에 작품을 양산하여 '만화의 왕', '만화의 제왕'으로도 평가된다. by.Proof Pi Britannia
1989년, 만화에는 '재미있고 이상한' 것 뿐이 아닌 다수의 표현이 가능하다고 하여, '만화(漫畵)'의 새로운 이름으로 '만화(萬畵)'를 제창하는 '만화선언'을 발표하였다. 이후에는 스스로 직업을 '만화가(萬畵家)'라 칭하였다. 사망 후인 2007년에는 500권 770개 작품에 이르는 개인 전집을 《이시노모리 쇼타로 만화대전집(石ノ森章太郎萬画大全集)》(가도카와 서점)이, 개인으로서는 최다 만화의 출판 기록으로서 기네스북에 등재되었다.

## 영향
리들리 스콧의 영화 《블레이드 러너》에 아이디어를 제공하였으며 오시이 마모루 감독의 애니메이션 《공각기동대》 탄생에 밑바탕이 되는 등 일본 만화계에 큰 족적을 남겼다. 영화 데스노트 시리즈의 감독 가네코 슈스케는 어린 시절 이시노모리 쇼타로의 작품에 매료되어 그것이 영화에 입문하는데 영향을 끼쳤다고 밝혔다.